# Hustadvika
Hustadvika è un comune norvegese della contea di Møre og Romsdal.